# Comunidade Twin Oaks
A Comunidade Twin Oaks é uma ecovila e uma comunidade intencional de cerca de cem pessoas que vivem em 450 acre(s)s (1,8 km2)  no condado de Louisa, Virgínia. É membro da Federação de Comunidades Igualitárias. Fundada em 1967, é uma das maiores e mais duradouras comunidades seculares intencionais da América do Norte. Os valores fundamentais da comunidade são cooperação, igualitarismo, não violência, sustentabilidade e partilha de rendimentos. Cerca de 100 adultos e 17 crianças vivem na comunidade.

## Fundação
A comunidade foi fundada numa quinta de tabaco de 123 acre(s)s (0,50 km2) tabaco em 1967 por um grupo de oito indivíduos sem experiência agrícola que incluía Kat Kinkade, que escreveu dois livros sobre a comunidade. A inspiração da comunidade foi o romance Walden Two, de B.F. Skinner, que descreve uma utopia behaviorista fictícia. No entanto, a visão de Skinner rapidamente desapareceu de destaque em Twin Oaks, à medida que os princípios behavioristas foram abandonados em favor de princípios igualitários. A comunidade lutou muito durante os primeiros anos, devido à alta rotatividade de membros e ao baixo rendimento dos membros. De acordo com Kinkade, a comunidade evitou os problemas de preguiça, aproveitamento e falta de estrutura estereotipadamente associados às comunas ao adotar um sistema de trabalho estruturado, mas flexível.
Versões modificadas da estrutura organizacional e do sistema de créditos trabalhistas da comunidade sobreviveram. Tal como no romance de Skinner, o sistema de crédito laboral original utilizava horas de crédito “variáveis”. Certos empregos valiam mais horas de crédito do que outros, a fim de tornar cada trabalho desejável. O que a comunidade descobriu quando a população atingiu cerca de 40 anos é que não havia nem trabalho universalmente desejável, nem trabalho indesejável e o sistema de horas de crédito variável criou incentivos que encorajaram o trabalho. O plano atualizado utiliza créditos “padronizados”; cada trabalho na comunidade é avaliado igualmente em horas de crédito.

## Vida como membro

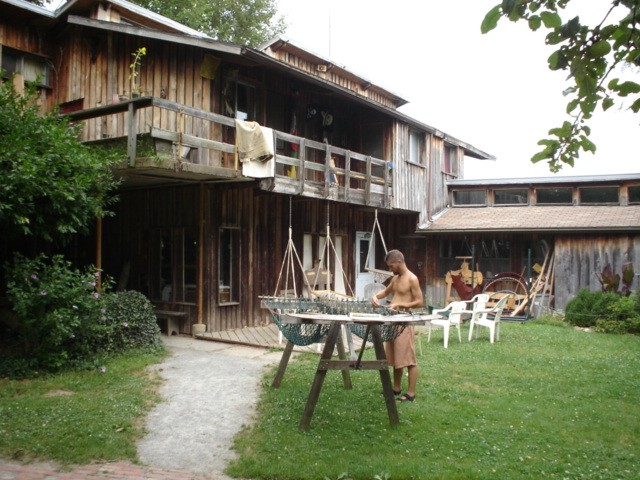
A fabricação de redes de descanso foi uma das principais fontes de rendimento de Twin Oaks.

Twin Oaks tem aproximadamente 100 membros. Pessoas interessadas em ingressar na Twin Oaks devem comparecer a um período programado de visitação de três semanas. Neste período, os visitantes percorrem a comunidade e recebem orientações sobre diversos aspetos da adesão. Ao contrário da maioria das situações de co-habitação, não há custo para ingressar na comunidade, nem qualquer arrendamento ou custos contínuos associados à moradia lá. As necessidades básicas – habitação, vestuário, alimentação, cuidados de saúde – são todas fornecidas aos membros em troca das suas 38 horas semanais de trabalho. Desde 2011, Twin Oaks tem consistentemente uma lista de espera, portanto, os visitantes aceitos como membros precisam esperar normalmente de três a nove meses antes de poderem aderir. Antes que um novo membro possa aderir, enquanto a comunidade atinge a sua capacidade populacional, um membro atual precisa abandonar a adesão. Historicamente, Twin Oaks expandiu as suas habitações quando teve uma lista de espera por um período prolongado, construindo novas residências e ampliando o stock de quartos disponíveis.
Um membro da Twin Oaks trabalha cerca de 38 horas por semana. Parte do trabalho é direcionado para a geração de rendimento e o restante consiste em trabalho doméstico, como jardinagem/produção de alimentos, culinária, conserto de bicicletas, manutenção de edifícios, limpeza e cuidado de crianças. A maioria dos Twin Oakers executa uma ampla variedade de tarefas todas as semanas, em vez de gastar todo o tempo numa área de trabalho. Os membros também podem optar por trabalhar fora de Twin Oaks. O rendimento desse trabalho pode ir para a comunidade, embora uma parte dela possa ir para os “ganhos de férias” de um membro. O excesso de trabalho realizado numa semana acumula-se como período de férias.
Embora seja proibido ver televisão em direto, os membros de Twin Oaks têm acesso à Internet e também a computadores públicos. Os membros também podem assistir a filmes e fitas de programas de TV. As pessoas da comunidade muitas vezes  reúnem-se para outras atividades recreativas, como dançar, meditar, discutir literatura, apresentar musicais e jogar jogos de tabuleiro.
Os membros de Twin Oaks são religiosamente diversos. Os membros incluem cristãos, ateus, pagãos, budistas, e outros. A comunidade organiza casamentos pagãos, festas de Equinócio e jantares de Ação de Graças, e comemora o 16 de junho, aniversário da sua fundação.
As relações interpessoais também são diversas. Coexistem vários tipos de relações de género, incluindo monogamia, celibato e poliamor.
Os residentes vivem em alojamentos tipo dormitório espalhados pela comunidade. Cada membro tem um quarto privado, mas compartilham espaços públicos.
A rotatividade de membros não é mais tão alta como era nos primeiros anos da comunidade, e muitos ex-Twin Oakers vivem nas proximidades de Charlottesville e Louisa para manter laços com a comunidade.
A própria comunidade reconhece que ainda não criou a sociedade perfeita; até fornece aos visitantes um guia intitulado "Not Utopia Yet". Aqueles que optam por morar em Twin Oaks por vários anos – incluindo a fundadora Kinkade – às vezes sentem-se “presos” lá. Isto ocorre porque os membros têm poucas oportunidades de acumular capital ou poupanças. A série de televisão da BBC Four Utopia: In Search of the Dream, transmitida em 15 de agosto de 2017, dedicou um segmento de 11 minutos a Twin Oaks. Os membros e uma ex-membra (a filha dos fundadores), entrevistados pelo professor Richard Clay, expressaram preocupações sobre a incapacidade de acumular poupanças e relações interpessoais complexas. Clay observou que 20% dos membros mudavam anualmente.

## Negócios comunitários
A semana de trabalho de 38 horas de Twin Oaks é dividida entre trabalho doméstico e trabalho gerador de rendimento. Twin Oaks opera vários negócios de propriedade comunitária, incluindo Twin Oaks Tofu, Twin Oaks Hammocks e Twin Oaks Book Indexing. Além disso, os membros que trabalham na Twin Oaks Seed Farm cultivam sementes para o Southern Exposure Seed Exchange. A partir dessas fontes, Twin Oaks gera cerca de US$600.000 por ano. Este dinheiro paga a manutenção da comunidade e os bens que não podem ser produzidos no local, e cada membro recebe um estipêndio mensal para uso pessoal (ou seja, para comprar itens que a comunidade não fornece). Nos segmentos de notícias, Twin Oakers muitas vezes atribuem a longevidade da comunidade ao seu envolvimento no capitalismo através dos seus negócios de tofu e redes.

## Apoiando o movimento comunitário
Twin Oaks ajudou a estabelecer três comunidades irmãs: Comunidade Acorn, cerca de 7 milhas (11 km) de Twin Oaks, Living Energy Farm, também no condado de Louisa, Virgínia; e East Wind Community no centro-sul do Missouri.
Twin Oaks também hospeda encontros comunitários intencionais anuais co-patrocinados pela Fellowship for Intentional Community: The Communities Conference, e pelo Women's Gathering, ambos os quais acontecem todo mês de agosto.

## Cobertura da mídia
A história da Comunidade Twin Oaks é detalhada extensivamente em dois livros de Kathleen (Kat) Kinkade, uma das cofundadoras da comunidade. O primeiro, A Walden Two Experiment, cobre os primeiros cinco anos da comunidade. O segundo, Is it Utopia Yet?, abrange os 20 anos seguintes. Outro livro da década de 1980, Living the Dream, de Ingrid Komar (mãe de um integrante na época em que o livro foi escrito), também discute a história de Twin Oaks. Cerca de meia dúzia de dissertações e uma dúzia de teses de mestrado também foram escritas sobre a comunidade. Em 1998, a Washington Post Magazine publicou uma matéria de capa sobre Twin Oaks.

## Ecologia
Twin Oaks busca ser um modelo de sustentabilidade. O membro médio de Twin Oaks consome menos recursos do que o americano médio devido às práticas da comunidade de partilha de recursos e autossuficiência. Os membros têm todos os recursos em comum, exceto os objetos pessoais que guardam nos seus quartos. Por exemplo, os membros compartilham habitação, uma frota de 17 veículos e uma grande “biblioteca de roupas”. Os membros de Twin Oaks consomem 70% menos gasolina, 80% menos eletricidade e 76% menos gás natural per capita do que os seus vizinhos.